# Ernst Veen (museumdirecteur)
Ernst W. Veen (Wadenoijen, 15 december 1946) was directeur van de Nieuwe Kerk en van de Hermitage in Amsterdam. Eigenaar en adviseur van de onderneming Meedenker b.v. , Cultureel Ondernemerschap en projecten

## Leven en werk
Veen is een zoon van de Nederlands-Hervormde predikant Johannes Veen (1911-1999) en jkvr. Constantia Maria Quarles van Ufford (1917-2001). Ernst Veen studeerde aanvankelijk economie. Hij brak deze studie af en koos voor een culturele opleiding aan de sociale academie in  Amsterdam. In 1973 werd hij benoemd tot coördinator van De Populier, voorloper van De Balie. Vanaf 1981 was hij directeur van De Nieuwe Kerk te Amsterdam. In die functie organiseerde hij er tentoonstellingen en andere culturele manifestaties. Vanaf 1991 spande hij zich om een culturele uitwisseling tot stand te brengen met de Hermitage in Sint-Petersburg. Uiteindelijk leidde dit tot de vestiging van een dependance van de Hermitage aan de Amstel in Amsterdam. Voor deze inspanningen werd de IJ-prijs van de gemeente Amsterdam aan hem toegekend Vanaf 2004 was hij tevens directeur van de Hermitage Amsterdam. Beide functies vervulde hij tot zijn pensionering in 2011. In de Nieuwe Kerk organiseerde hij exposities als Catharina de keizerin en de kunsten, De rijkdom van Stroganoff en Marokko 5000 jaar. In de Hermitage Amsterdam werden onder zijn leiding exposities georganiseerd als Glans en glorie, Matisse tot Malevich, De onsterfelijke Alexander de Grote en Impressionisme: sensatie & inspiratie , Caspar David Friedrich en het Duitse romantische landschap.
In 2005 werd Veen benoemd tot kamerheer van koningin Beatrix voor Amsterdam, vanaf 2013 was hij kamerheer voor koning Willem-Alexander. In 2018 werd hij uit die functie ontheven; hem werd op 19 december 2018 het Erekruis van de Huisorde van Oranje verleend, uitgereikt op 15 januari 2019. Een nieuwe kamerheer voor Amsterdam werd niet benoemd; de kamerheer voor Noord-Holland zal de taken erbij nemen.
Vanwege zijn inspanningen voor de samenwerking met Rusland op cultureel gebied ontving hij de Orde van Vriendschap uit handen van de ambassadeur van Rusland. In 2011 werd hij benoemd tot Commandeur in de Orde van Oranje-Nassau.
In 2016 werd er door Ernst Veen een boek uitgebracht over het onderwerp, Wondertuinen in combinatie met Beeldende Kunst, tevens was hiervan een presentatie bij de NPO van 6 afleveringen, met de titel Tuinen van Verwondering